# 阿馬利婭公主 (盧森堡)
拿騷的阿馬利婭（法語：Amalia de Nassau，2014年6月15日—），盧森堡王子費利克斯的長女，盧森堡王位第四順位繼承人。

## 生平
阿馬利婭於2014年6月15日出生在盧森堡的夏洛特女大公婦產醫院。出生時，公主重2.95公斤，身高50厘米。在宣布她出生的同一份新聞稿中，透露將以阿馬利婭·加布里埃拉·瑪麗亞·特蕾莎的名字受洗。